# Tchehel-Sotoun (Ispahan)

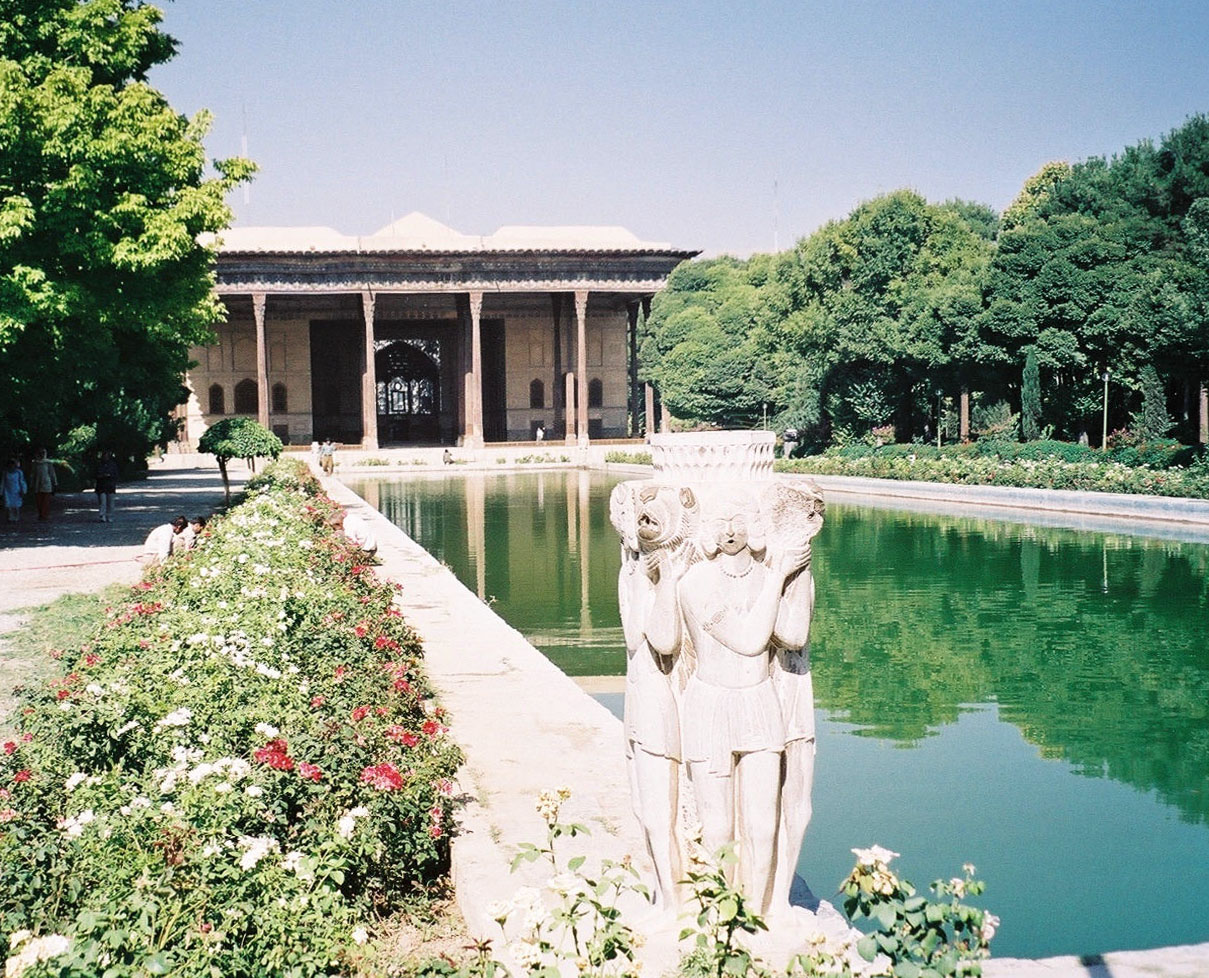
Tchehel-Sotoun : le palais des 40 colonnes

Le palais de Tchehel-Sotoun (en persan : چهل‌ستون / Čehel-Sotun, « quarante colonnes », en référence à ses 20 colonnes qui se reflètent dans le bassin faisant face au bâtiment) est un palais royal safavide situé à Ispahan, au nord-ouest du complexe d'Ali Qapu. Mesurant 57,80 × 37 mètres, ce monument majeur du règne de Shah 'Abbas II était utilisé pour les cérémonies de couronnement et pour la réception des ambassadeurs étrangers.

## Histoire
Ce bâtiment, dont la datation reste très discutée, a sans doute été élevé sous le règne de Shah Abbas II, puis redécoré dans les années 1870. Selon un poème inscrit sur l'édifice et un autre de Muhammad Ali Sahib Tabrizi, il aurait été édifié en 1647-1648, et si certains chercheurs pensent que cet édifice a été construit en plusieurs étapes, la plupart inclinent à penser qu'il fut construit en un seul jet, car l'ensemble présente un aspect architectural assez cohérent. Le plan du jardin daterait peut-être de Shah Abbas Ier, auquel Kaempfer attribue tout le dessin des plans du Chāhār bāq. 

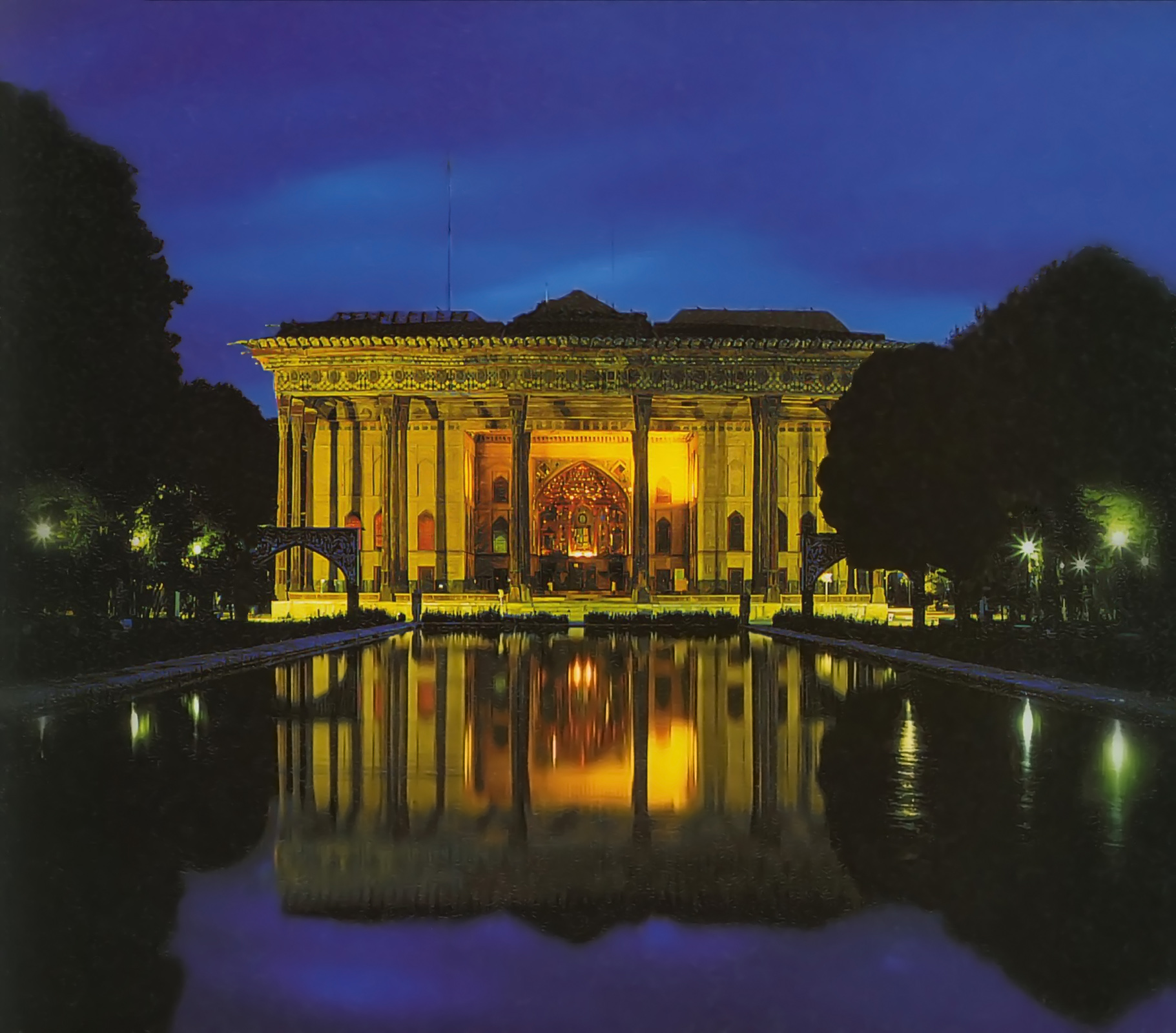
Tchehel-Sotoun vu de nuit

La découverte de deux inscriptions en 1957 et 1964 a beaucoup aidé à clarifier l'histoire du palais. Il a été terminé par Shāh Abbas II en 1647. Des rénovations ont été faites après un incendie en 1706, pendant le règne du Shāh Soltān Hossein. Plusieurs cérémonies ont été décrites au Tchehel-Sotoun : le couronnement du Shāh Soleymān par exemple et d'autres décrites par Jean-Baptiste Tavernier. À l'époque Qajare, le palais a -pendant un temps- servi d'atelier pour les fabricants de tentes du prince Zell-e Soltān (1881). Dix ans plus tard, le palais retournait à sa première destination, le prince Zell-e Soltān y tenait alors des audiences journalières.

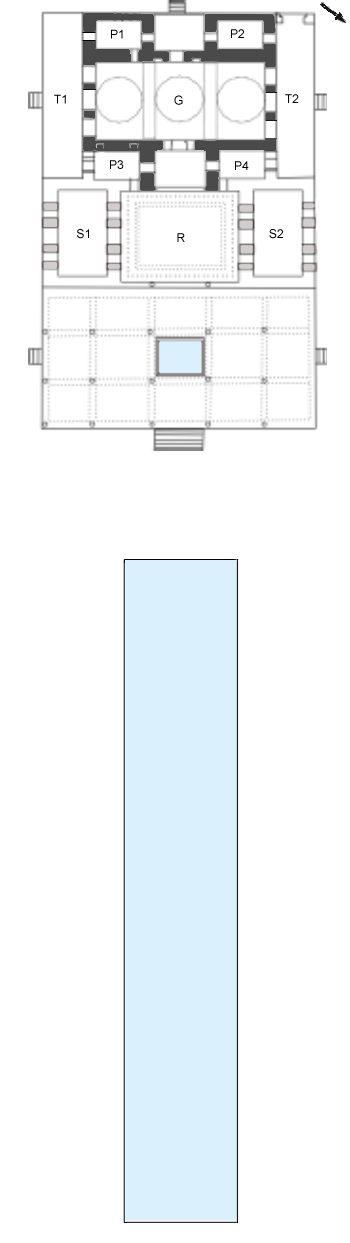
Plan du palais avec le bassin qui lui fait face.

## Architecture
Le palais est placé au centre d'un jardin qui faisait à l'origine 7 hectares, situé entre la meydān-e shāh (place Naghsh-e Jahan) et le chāhār bāgh. À l'est s'étend un long et étroit bassin rectangulaire (115 × 16 mètres environ), dans lequel il se reflète. 
Les quatre statues de jeunes filles avec des lions qui ornent actuellement ses coins étaient à l'origine dans un autre palais du début du XIXe siècle, le Khalvat-e Sar Pushide, qui n'existe plus aujourd'hui. D'après Kaempfer, il existait auparavant un bassin sur le côté ouest, pour que le bâtiment et le jardin forment une seule unité continue.
Le noyau du palais est une grande salle d'audience (G), ouverte par trois petites portes, et cantonnée de quatre petites pièces aux angles (P1, P2, P3 et P4). Cette partie est couverte de trois coupoles peu profondes entre deux voûtes transversales, rappelant ainsi les structures des palais sassanides (à Firouzabad par exemple), et faisant contraste avec le talār, qui rappelle l'architecture achéménide. S'y ajoutent un grand iwan qui ouvre sur l'extérieur (entre P1 et P2) et deux portiques latéraux (T1 et T2) au nord et au sud. Un second iwan, interne (entre P3 et P4) mène à un grand porche divisé en trois parties, puis à un vaste talār (porche à colonnes) à l'est, avec un bassin rectangulaire au centre. 

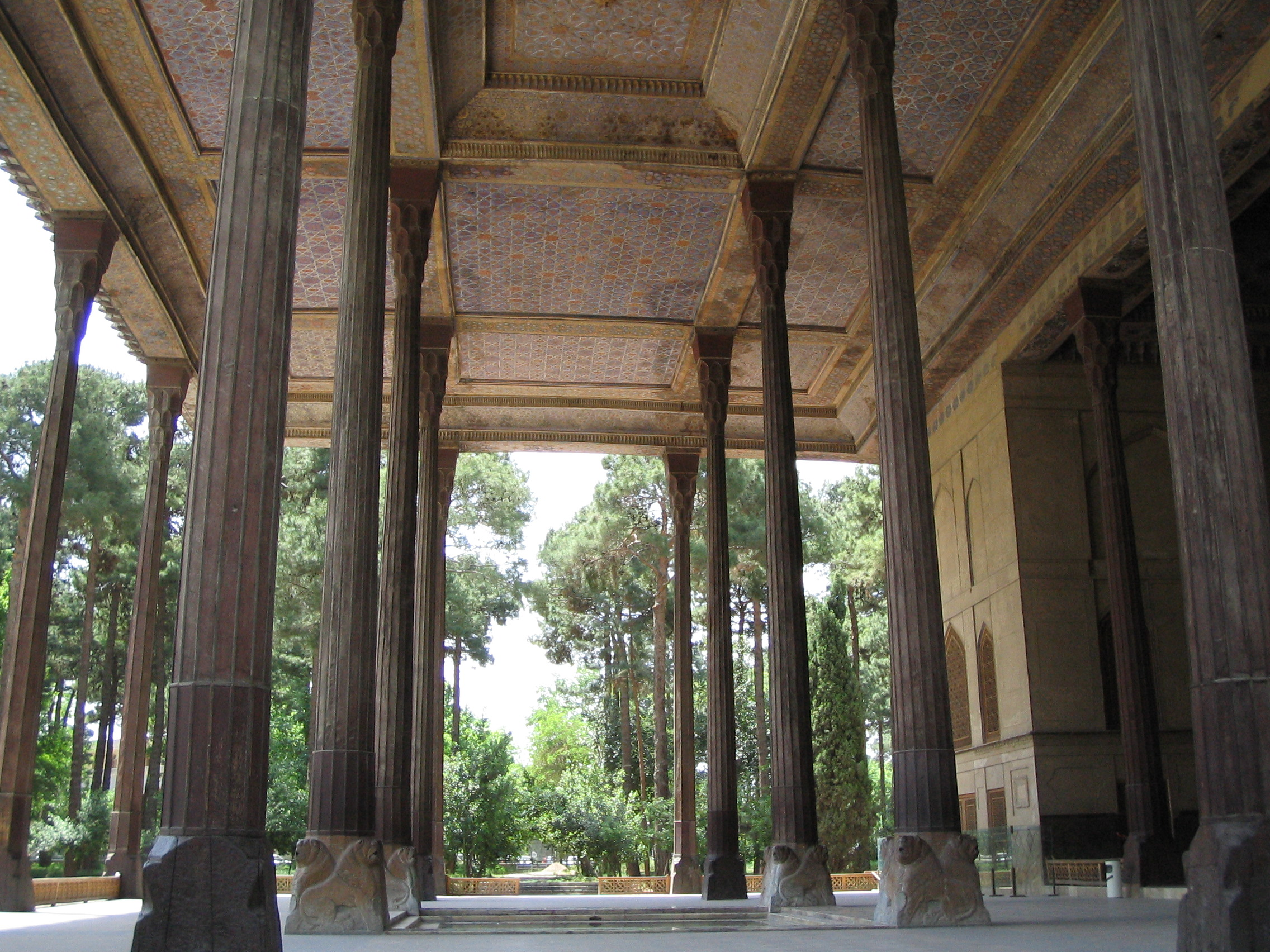
Vue sur le talār. Remarquez les lions sculptés sur les bases des colonnes entourant le bassin central.

Le talār compte dix-huit colonnes de section octogonale et de 13,05 m de haut. Il ressemble fortement à celui d'Ali Qapu, qui est attribué au Shah Abbas le Grand, et plus lointainement, à l'architecture achéménide avec ses colonnes de bois et son toit plat. Au XVIIe siècle, Chardin décrit les colonnes comme étant « tournées et dorées ». Les colonnes reposent sur des socles de pierre et se terminent par des chapiteaux ornés de muqarnas. Des lions sont sculptés sur le socle des quatre colonnes se trouvant autour du bassin central. Après la restauration de 1706, les colonnes étaient ornées de petits morceaux de miroirs . 
Deux colonnes additionnelles séparent le talār de la pièce adjacente, où est situé un emplacement surélevé et retiré pour un trône. Kaempfer, un voyageur du début du XVIIIe siècle, a décrit les trois sections du palais : la plus basse, ou talār, pour les invités du Shah ; la seconde, pour les notables du royaume, avec des banquettes pour prendre des repas et un second bassin ; et la troisième, le palais, avec un iwan contenant la plateforme du trône et entouré de niches voutées. Les murs sont recouverts de marbre jusqu'à mi-hauteur, peints et doré, et la partie haute est couverte de cadres de cristal de différentes couleurs.
Le bâtiment compte donc vingt colonnes, qui se voient comme quarante quand elles se reflètent dans le grand bassin faisant face au palais, ce qui a donné son nom au palais : Tchehel-Sotoun signifie "quarante colonnes" .

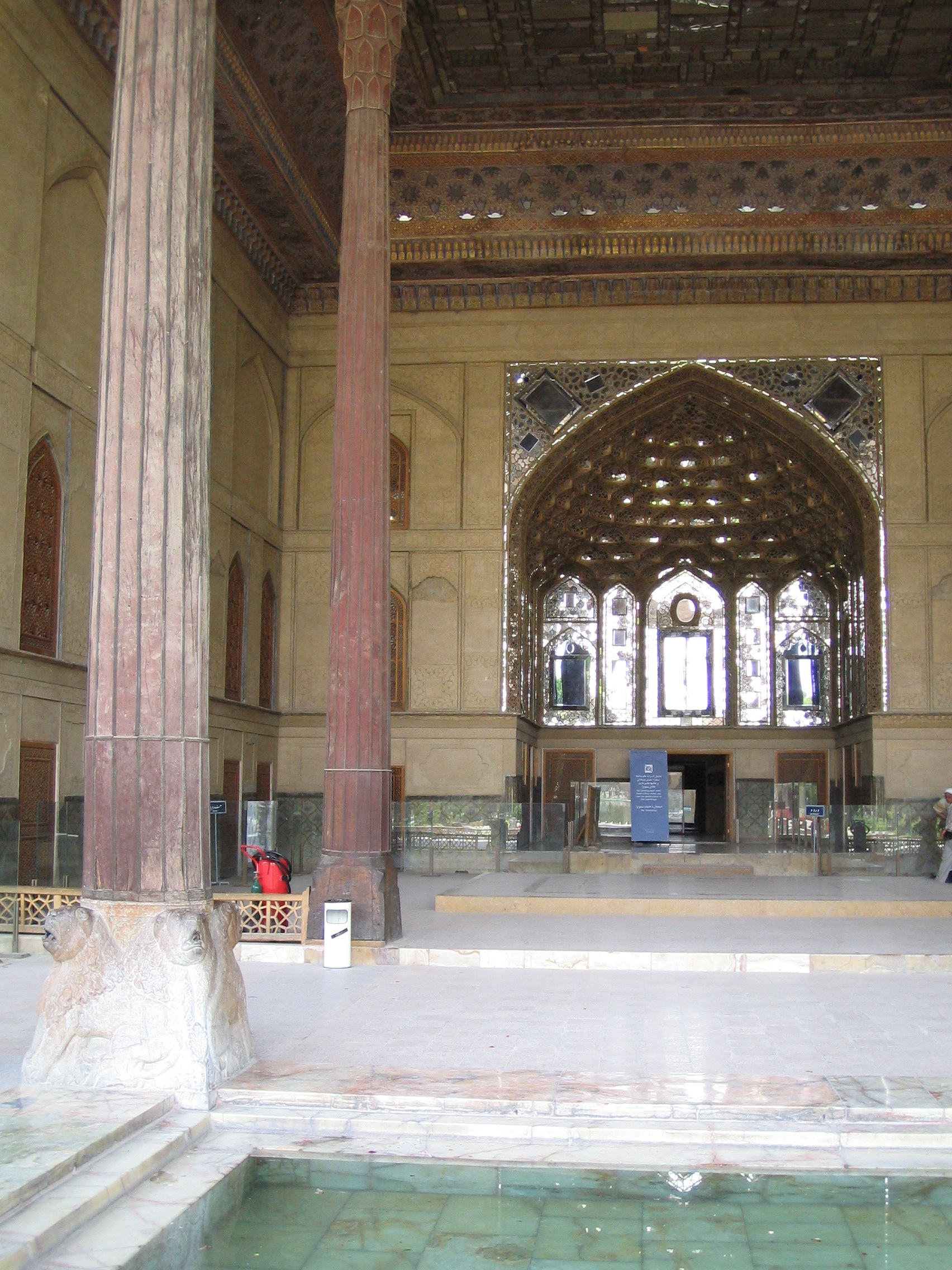
Bassin du talār et vue sur le renfoncement destiné à accueillir le trône.
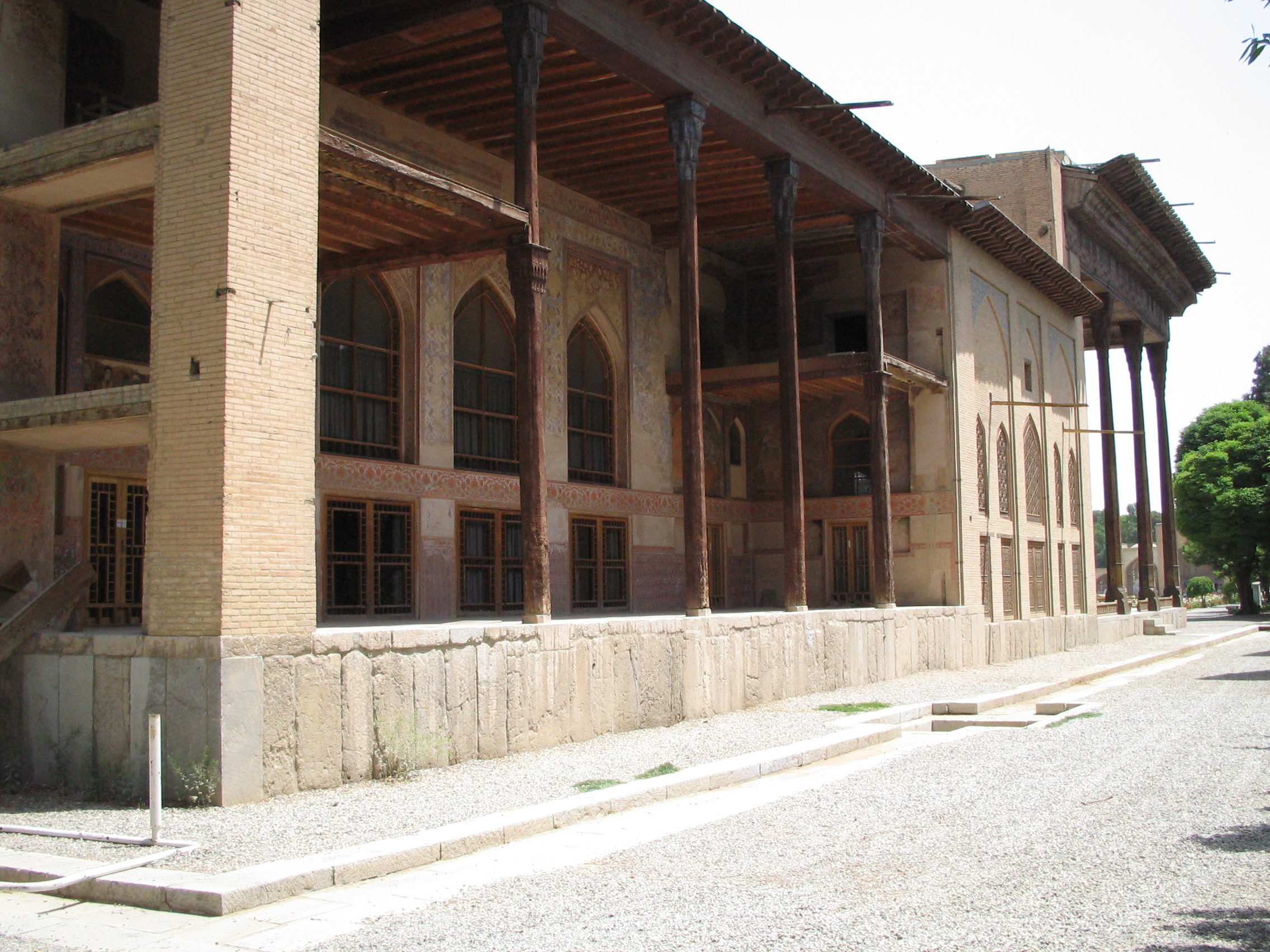
Vue sur les portiques à colonnes de bois bordant la salle de banquet
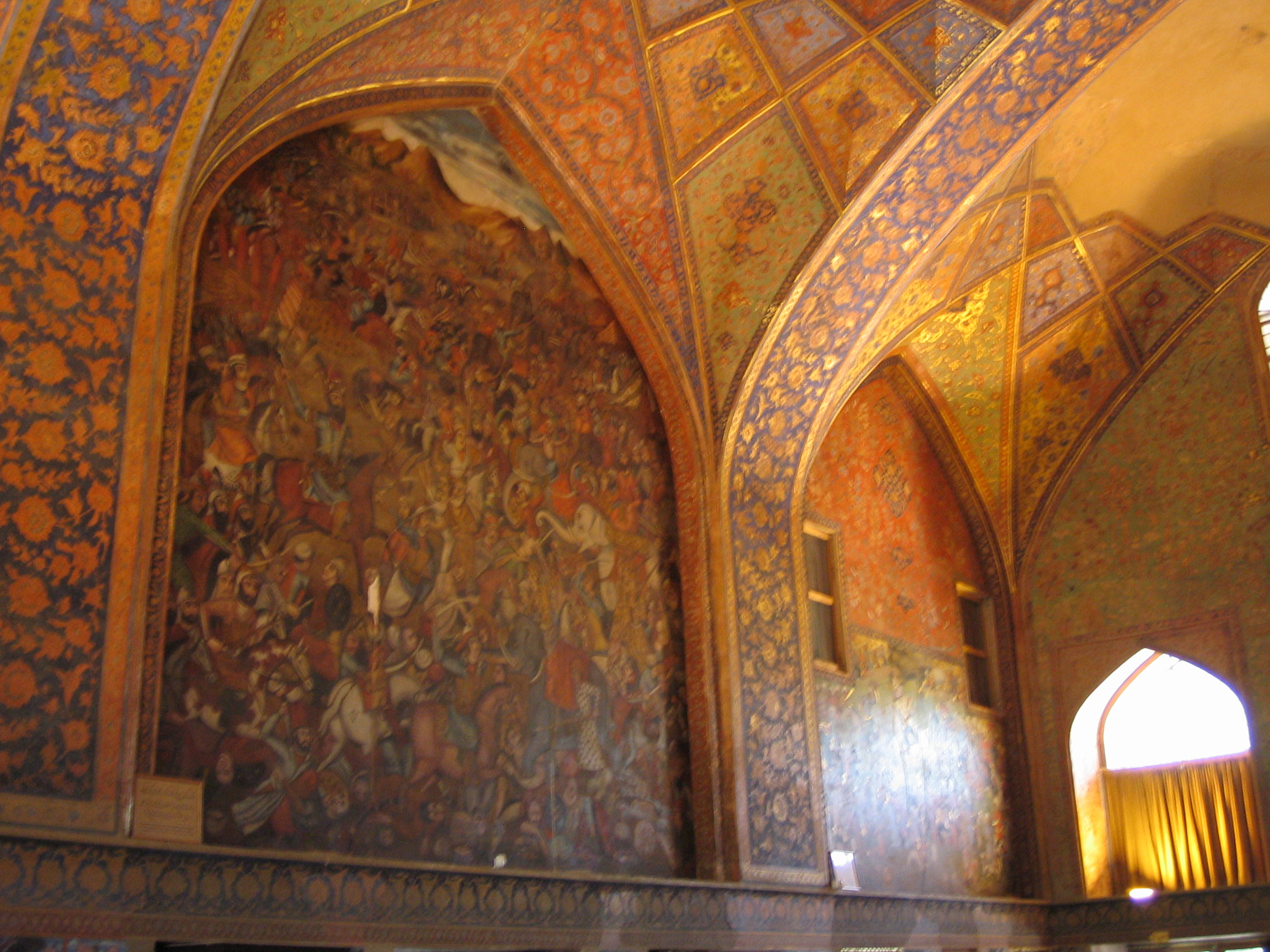
Peintures murales de la salle de banquet
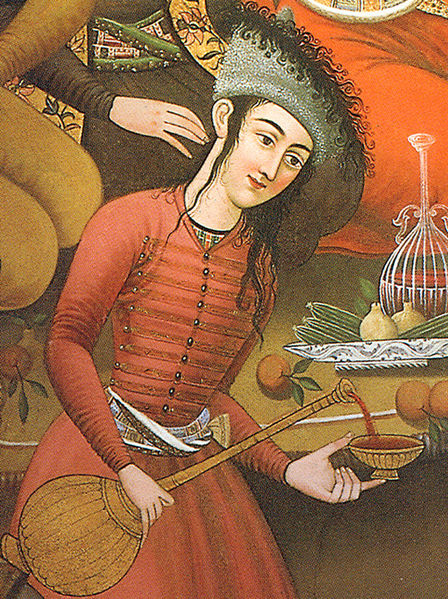
Femme persane versant du vin durant la période séfévide, fresque de la salle de banquet du palais

## Décor

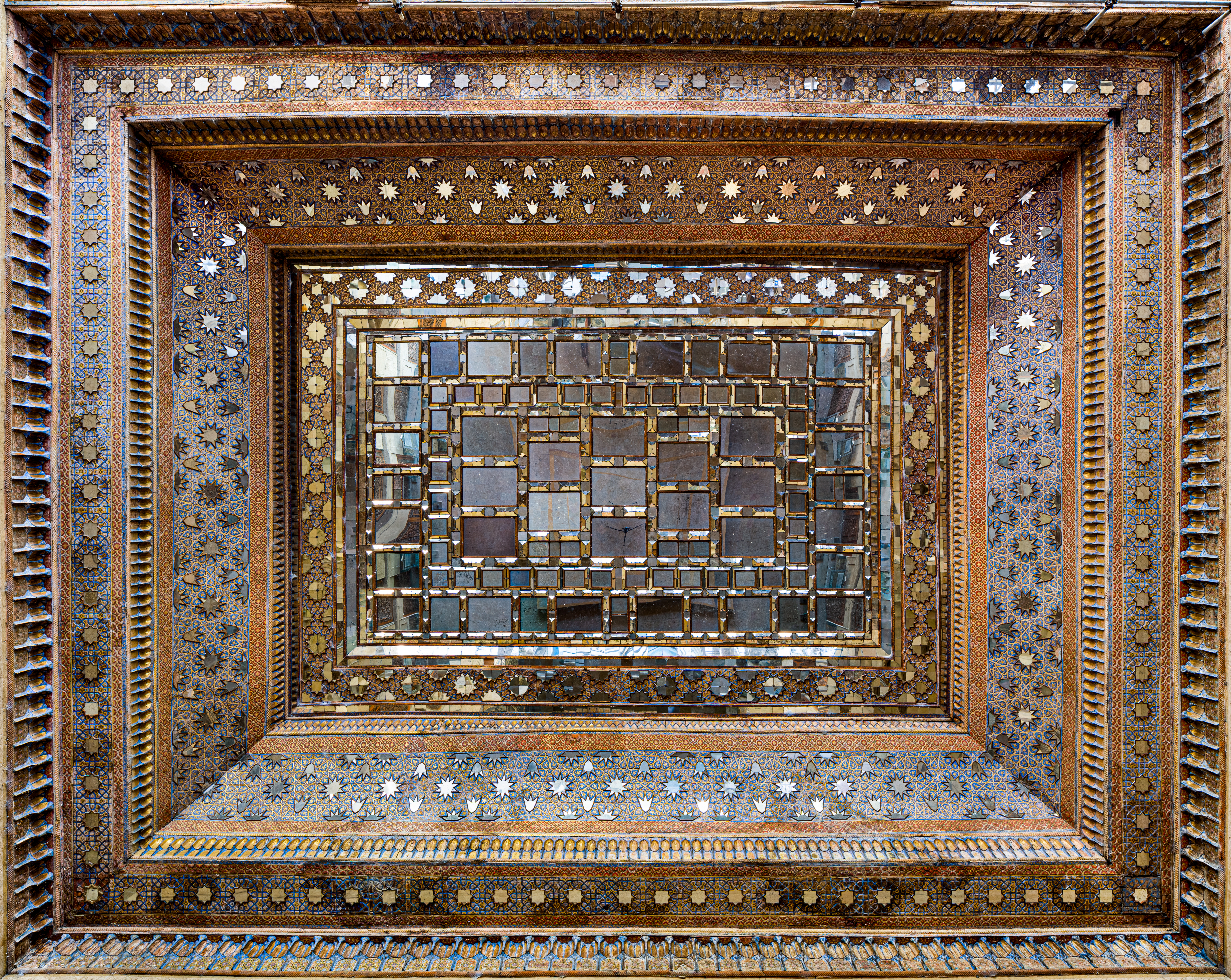
Le plafond du Tchehel-Sotoun. Photo septembre 2019.

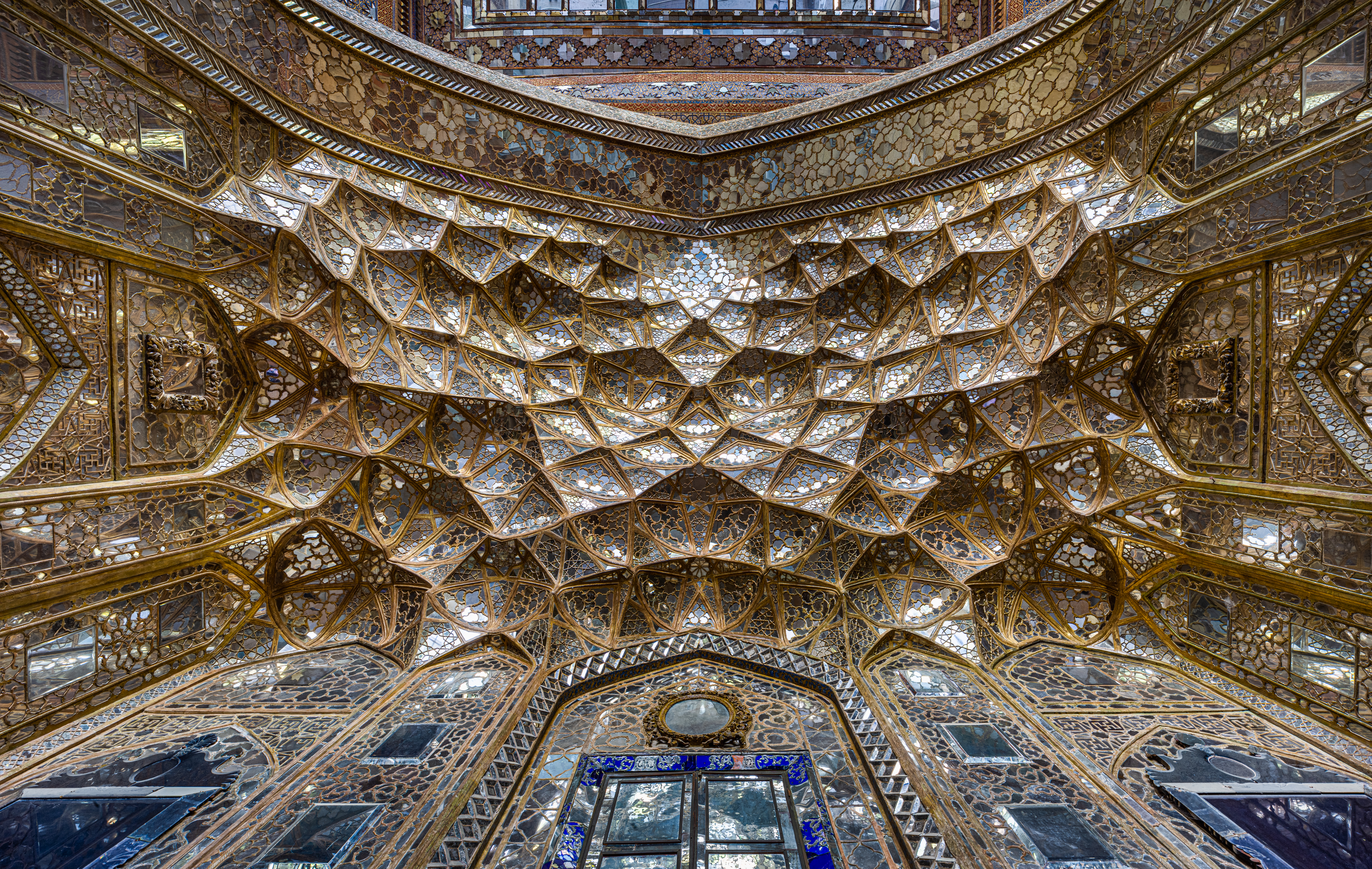
Encore un plafond du Tchehel-Sotoun.

La salle d'audience, ou salle de banquet, est richement décorée de stucs en relief, et d'un plafond peint de motifs ornementaux. Les couleurs dominantes sont le bleu marine, le bleu cobalt, le rouge écarlate, le vert émeraude et l'or. Selon les tenants d'une construction en plusieurs étapes, il serait possible que ce plafond date de l'époque du Shah Abbas Ier, contrairement aux peintures des murs qui datent pour une part du règne du Shah Abbas II et pour l'autre de la période Qajare.

### Peintures murales

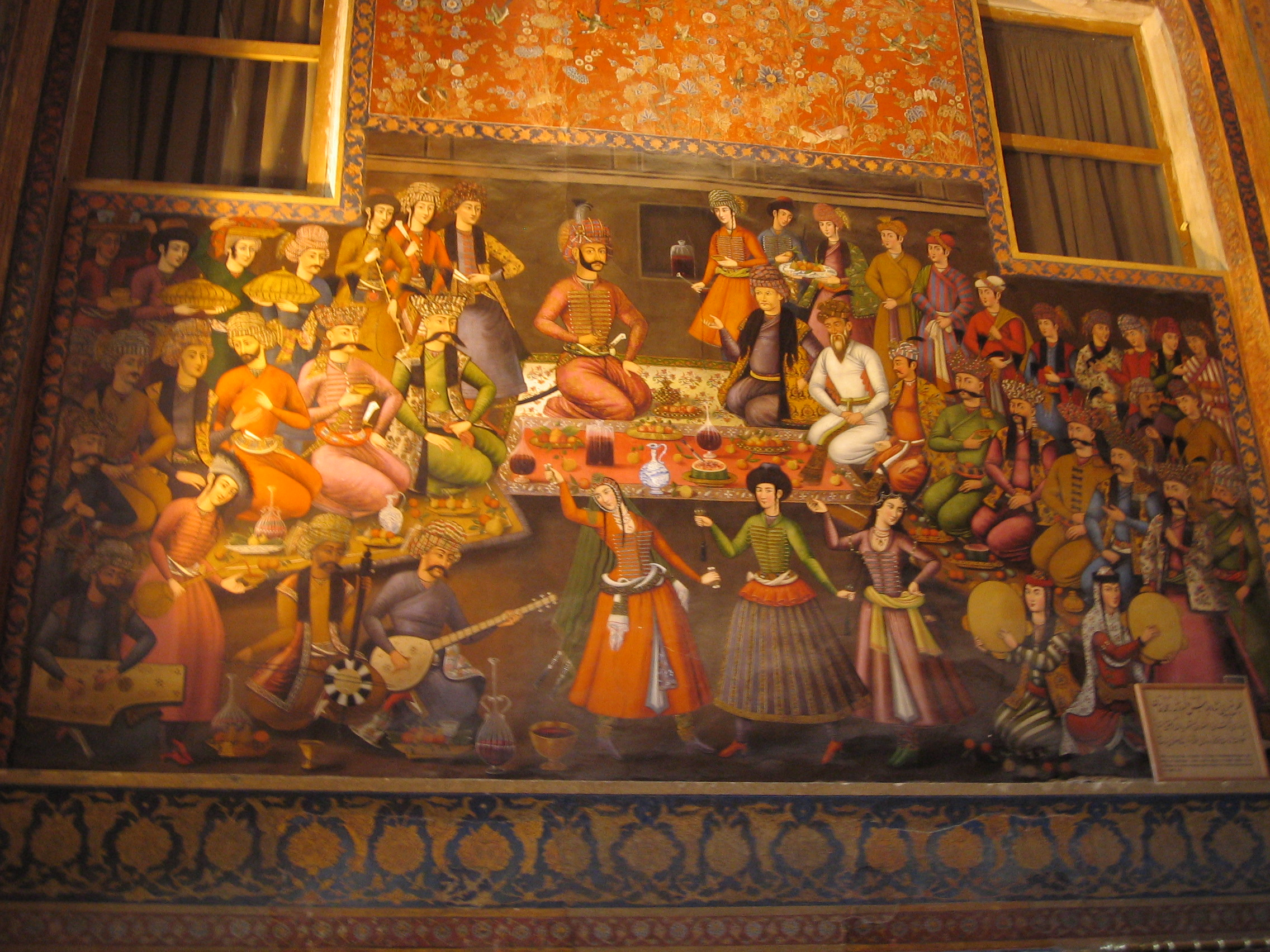
Fresque de la salle de banquet: Shah Abbas Ier recevant Vali Nadr Muhammad Khan. Elle est située dans une des niches de la zone haute

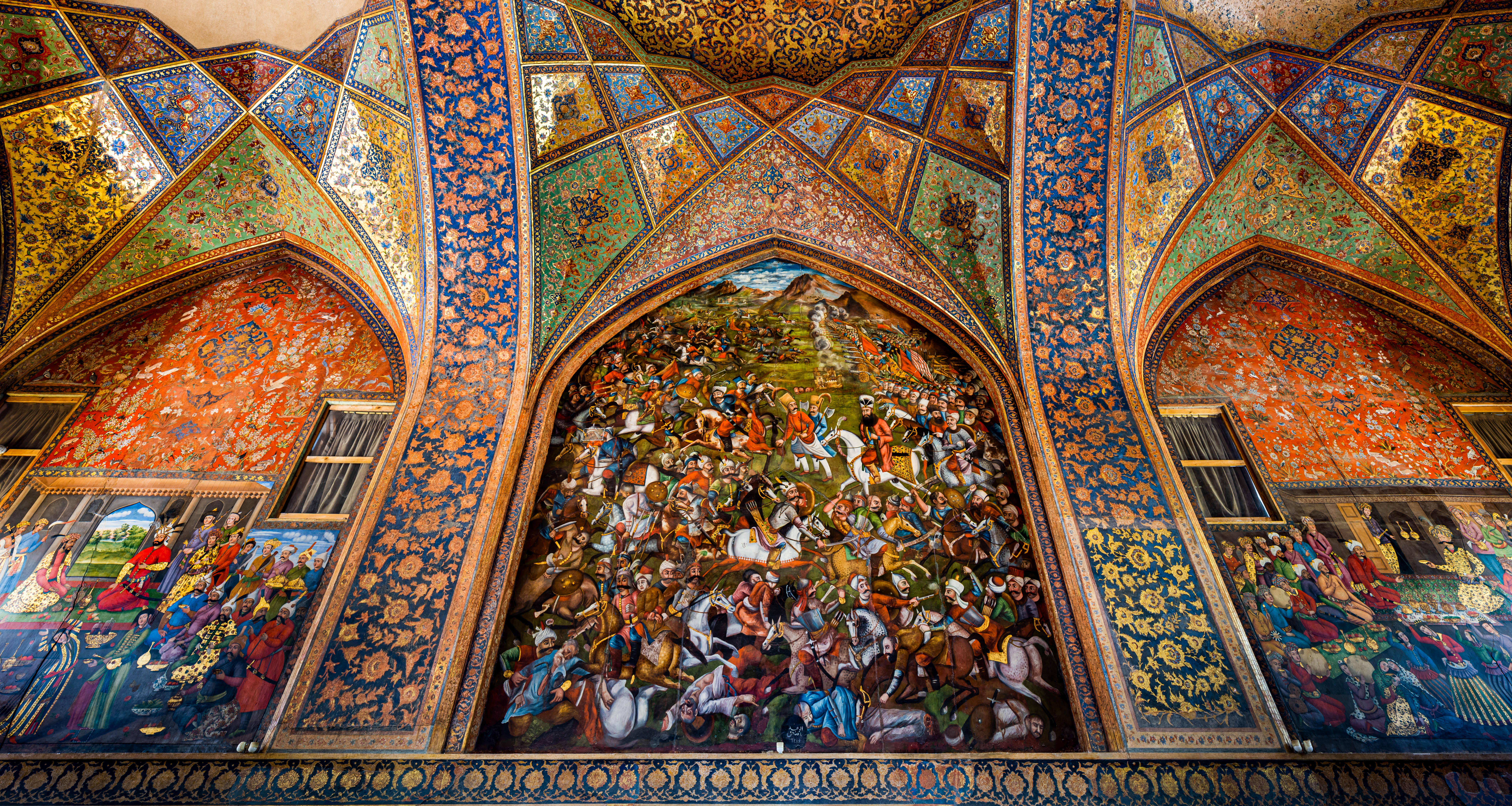
Peintures représentant la bataille de Tchaldiran dans le Tchehel-Sotoun. Octobre 2019.

Le Tchehel-Sotoun est décoré de grandes peintures historiques, exaltant la magnanimité ou le courage guerrier des différents grands souverains de la dynastie safavide. 
Les peintures murales de la salle de banquet (G) du Tchehel-Sotoun sont divisées en trois zones. La plus basse va jusqu'à la hauteur de l'œil depuis le sol. La zone principale est juste au-dessus et la troisième surmonte le tout. Les fresques les plus significatives sont peintes dans les niches de la zone supérieure: scène de bataille avec Shah Ismail, le sultan moghol Humayun est reçu par Shah Tahmasp, puis Vali Nadr Muhammad Khan, souverain de Boukhara entre 1605 et 1608, par le Shah Abbas Ier, et enfin, on trouve une évocation de la prise de Kandahar par le Shah Abbas II, qui doit être plus tardive, la ville n'étant tombée qu'en 1649. Cette dernière peinture est la seule qui ne porte pas de trace de l'influence européenne. Dans les autres, l'influence européenne se remarque par la perspective utilisée, du paysage encadré et des traits des personnages. Les peintures remplissent moins que la moitié de la niche dans laquelle elles sont situées ; en dessous se trouvent ou des motifs ornementaux ou des paysages animaliers.
Sur les murs est et ouest, les niches supérieures sont entièrement remplies par deux peintures murales datant des Qajars: la victoire de Nāder Shāh sur l'empereur moghol Muhammad Shâh à l'est, et à l'ouest la bataille de Chaldoran qui vit la défaite du fondateur de la dynastie séfévide, Shāh Ismail, face aux Ottomans de Sélim Ier équipés de canons, défaite ressentie paradoxalement comme  "l'acte fondateur d'une nation résistant à l'envahisseur" (Yves Bomati). Une frise décorative sépare la peinture de la zone située en dessous. Cette zone est remplie de scènes plus petites, avec peu de personnages. 
Au cours des restaurations ayant eu lieu avec le soutien de l’Istituto Italiano per il Medio ed Estremo Oriente, des peintures murales de très grande qualité ont été découvertes dans les petites pièces attenantes. Elles avaient été recouvertes de chaux à l'époque qajare. Seules deux niches étaient peintes de paysages, d'oiseaux et de biches, le reste des murs était couvert de compositions plus ou moins grandes. Les couleurs et la composition des œuvres rappellent la peinture de cette époque, notamment celle de Reza Abbasi. Dans la chambre P3, des scènes de Khosrow et Shirine et Yusof et Zoleykha (en) sont représentées.
Dans les salles secondaires (P) se trouvent également de nombreuses scènes galantes et des personnages en pied (les scènes galantes ont subi d'importantes dégradations ou effacements dans le cadre de la révolution islamique). On note dans le décor des influences occidentales (ouverture sur un paysage, similarités avec le quartier arménien) et indiennes (cheval représenté teint au henné, iwans couverts de miroirs).
De grandes peintures couvrent aussi les deux portiques aux colonnes de bois flanquant la salle de banquet. De hautes fenêtres ouvrent la salle de banquet sur ces portiques. Ces peintures ressemblent à celles d'Ali Qapu, avec des représentations d'Européens.

## Références

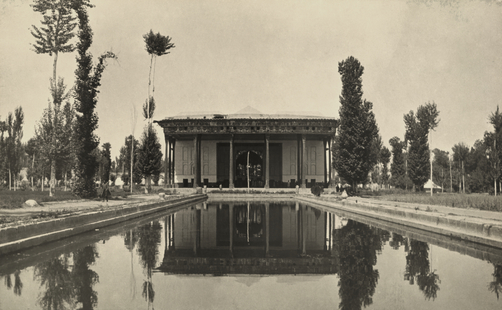
Le pavillon des Quarante colonnes photographié dans les années 1920 par Harold F. Weston

## Sources
- (en) Article "Chehel Sotoun" de l’Encyclopædia Iranica.
- (en) N. Wilber, Persian Gardens and Garden Pavilions, Tokyo, 1962.
- (de) K. Würfel, Isfahan, Zurich, 1974.
- (en) A. U. Pope, Persian Architecture, London, 1965.